# Gennargentu
Gennargentu és un massís muntanyós de gran extensió, situat a la zona centreoriental de Sardenya, a la província de Nuoro, amb els cims més alts de l'illa.
En el massís s'hi troben les úniques estacions d'esquí de Sardenya: Monte Spada, Bruncu Spina, Separadorgiu i S'Arena.
Les peculiaritats del seu medi ambient i la presència d'espècies endèmiques, tant vegetals com animals, han portat al reconeixement de la regió muntanyosa entre les zones de protecció especial incloses a la xarxa Natura 2000.

## Geologia
Geològicament, es tracta d'una antiga formació rocosa, caracteritzada per muntanyes relativament baixes i amb cims de perfil arrodonit. Entre els tipus de roca més representatius de la zona es troben l'esquist, el granit i la pedra calcària.
A Sardenya emergeix una secció completa de serralada del plegament varisc: des d'àrees externes de la serralada que neixen al sud-oest de Sardenya, fins a les interiors de la part nord-est de l'illa. La serralada varisca segueix una direcció nord-oest-sud-est (NO-SE), i es caracteritza per l'escurçament i per una zonalitat –acotació geogràfica de la distribució d'una espècie–, de plaques tectòniques-metamòrfiques típiques de l'orogènesi per col·lisió continental.El subsòl de Sardenya està format d'un sistema subterrani hernicià, direcció cap al sud-oest, conegut com la «zona de les aigües subterrànies», interposada entre el complex metamòrfic del nord de Sardenya, a la part sud-oest de l'illa es troba una àrea a l'aire lliure i de plegaments intensament deformats. El massís de Gennargentu està situat en una zona subterrània interna i una altra externa; està format, des del punt de vista estructural, per un gran plegament antiforme, també de l'orogènesi varisca. Les formacions van des del Cambrià superior - Ordovicià Inferior fins a l'Holocè; en altres parts també existeix el complex intrusiu Varisc amb la  cobertura del Mesozoic. La geomorfologia actual és deguda als llegats de la crosta terciària relacionats amb l'orogènesi alpina, roto-translació del bloc de Còrsega-Sardenya -fragment de litosfera continental que inclou les illes de Sardenya i Còrsega-, i l'obertura de la conca de la mar Tirrena.

## Territori
Comprèn la totalitat de la zona centreoriental de Sardenya i s'estén als territoris de les províncies de Nuoro i l'Ogliastra. El seu nom, en llengua sarda, significa «port de plata». Entre les seves muntanyes hi ha els cims més alts de l'illa:
- Punta La Marmora (1.834 metres);
- Bruncu Spina (1.829 metres);
- Su Sciusciu (1.823 metres);
- Punta Florisa (1.822 metres);
- Punta Paolina (1792 metres);
- Punta Erbas Irdes (1.703 metres);
- Bruncu Allasu (1.701 metres);
- Monte e S'Iscudu (1.676 metres);
- Monte Spada (1595 metres);
- Conca Giuanni Fais (1.496 metres);
- Punta Mungianeddu (1.469 metres);
- Monte Perdedu (1.334 metres);
- Margians e Pubusa (1.323 metres);
- Bruncu Muncinale (1.267 metres);
- Monte Santa Vittoria (1212 metres);
- Perda Liana (1.293 metres);
- Monte Tisiddu (957 metres).

Als seus vessants es troben els naixements dels rius més importants de Sardenya, inclosos el Flumendosa i el Taloro.

### Flora
Les característiques climàtiques del massís permeten el desenvolupament d'una flora diferent, els seus orígens es remunten a l'era terciària, comparada amb la que es pot trobar en altres zones de Sardenya com el teix (Taxus baccata), el grévol (Ilex aquifolium), el trèmol (Populus tremula) i el noguer comú (Juglans regia), hi ha d'altres espècies com la digital (Digitalis purpurea) o la genciana groga (Gentiana lutea). També inclou algunes espècies endèmiques i úniques amb una zona força limitada, per exemple: l'eufrasia del Gennargentu (Euprhasia genargentea), la festuca di Moris (Festuca morisiana), el cardo microcefalo (Lamyropsis microcephala), el spillone di Sardegna (Armeria sardoa), l'astragalo del Gennargentu (Astragalus genargenteus), la carlina sardo-corsa (Carlina macrocephala).
L'excessiva acció humana, exercida pel pasturatge i l'ús inadequat 
del terra, ha afavorit l'aparició de l'erosió i la degradació del medi ambient. La vegetació originària constituïda per formacions forestals d'alzina (Quercus ilex), de roure (Quercus pubescens), al costat del teix i el grèvol, ha estat substituïda parcialment per etapes immadures dominades pels arbustos i pasts de muntanya. La vegetació de ribera que creix en les ribes dels rierols de muntanya, es caracteritza per boscos en galeria que consten de verns (Alnus glutinosa). Les àrees dominades per arbustos estan poblades per espècies com el ginebró nan (Juniperus nana), el prunus (Prunus prostrata), el crespino Dell'Etna (Berberis aetnensis) i la rosa dels Serafins (Rose Seraphini).

### Fauna
L'especial geomorfologia del territori i l'impacte de la insularitat ha permès l'evolució de les espècies i subespècies adaptades al particular entorn ambiental. A les muntanyes del Gennargentu es pot trobar diverses espècies de vertebrats. Entre els anfibis n'hi ha: el tritone sardo (Euproctus platycephalus), la geotritone imperiale (Speleomantes imperiali), el geotritone del Supramonte (Speleomantes supramontis), el discoglosso sardo (Discoglossus sardus), el gripau verd (Bufo viridis) i la reineta sarda (Hyla sarda). Els reptils estan representats per: l'algiroide nano (Algyroides fitzingeri), la sargantana Bedriaga (Archaeolacerta bedriagae), la sargantana tirrena (Podarcis tiliguerta), la luscengola (Chalcides chalcides) i el gongilo (Chalcides ocellatus). Hi són, per altra part, la colobra ferradura (Coluber hippocrepis), la serp verda i groga (Coluber viridiflavus), la colobra escurçonera (Natrix maura) i la colobra d'aigua de Cerdenya (Natrix cettii).
Entre els ocells que en un temps van habitar els pics de les muntanyes, també n'hi havia el trencalòs (Gypaetus barbatus) i el voltor negre (Aegypius monachus). Entre els ocells de rapinya es poden observar el falcó perdiguer (Aastor|Accipiter gentilis), l'esparver vulgar Accipiter nisus), l'aligot comú Buteo buteo), l'àguila daurada Aquila chrysaetos), el xorigueer comú Falco tinnunculus) i el falcó pelegrí Falco peregrinus). Entre altres ocells molt comuns són la perdiu d'Àfrica Alectoris barbara), la guatlla comuna Coturnix coturnix), el colom Columba livia), el tudó Columba palumbus), el cucut Cuculus canorus) o l'òliba (Tyto alba).
Entre els passeriformes són comuns l'alosa (Alauda arvensis), el roquerol (Ptyonoprogne rupestris), el trobat (Anthus campestris), el grasset de muntanya (Anthus spinoletta), la cuereta torrentera (Motacilla cinerea), la merla d'aigua (Cinclus cinclus), el cargolet (Troglodytes troglodytes), el pit-roig (Erithacus rubecula) o el rossinyol (Luscinia megarhynchos). Entre els còrvids s'han d'esmentar el gaig (Garrulus glandarius), la gralla de bec vermell (Pyrrhocorax pyrrhocorax), la cornella emmantellada (Corvus cornix) o el corb (Corvus corax). Altres passeriformes molt comuns són l'estornell negre (Sturnus), el pardal xarrec (Passer montanus), pinsà (Fringilla coelebs), la llucareta (Serinus citrinella), el verderol (Carduelis chloris), les caderneres (Carduelis carduelis) i (Carduelis cannabina), el durbec (Coccothraustes coccothraustes), el gratapalles (Emberiza cirlus) i el cruixidell (Emberiza calandra).

## El Parc Nacional
El massís es caracteritza per tenir una de les més baixes densitats demogràfiques d'Europa  i preserva una gran varietat de belleses naturals i de recursos biològics. Per preservar la bellesa, es va instituir el Parc Nacional de Gennargentu que ha tingut dificultats en la seva fase d'institucionalització, doncs aquesta ha tingut resistència local fonamentada principalment en el temor de l'expropiació del territori.